# Круглые башни Ирландии

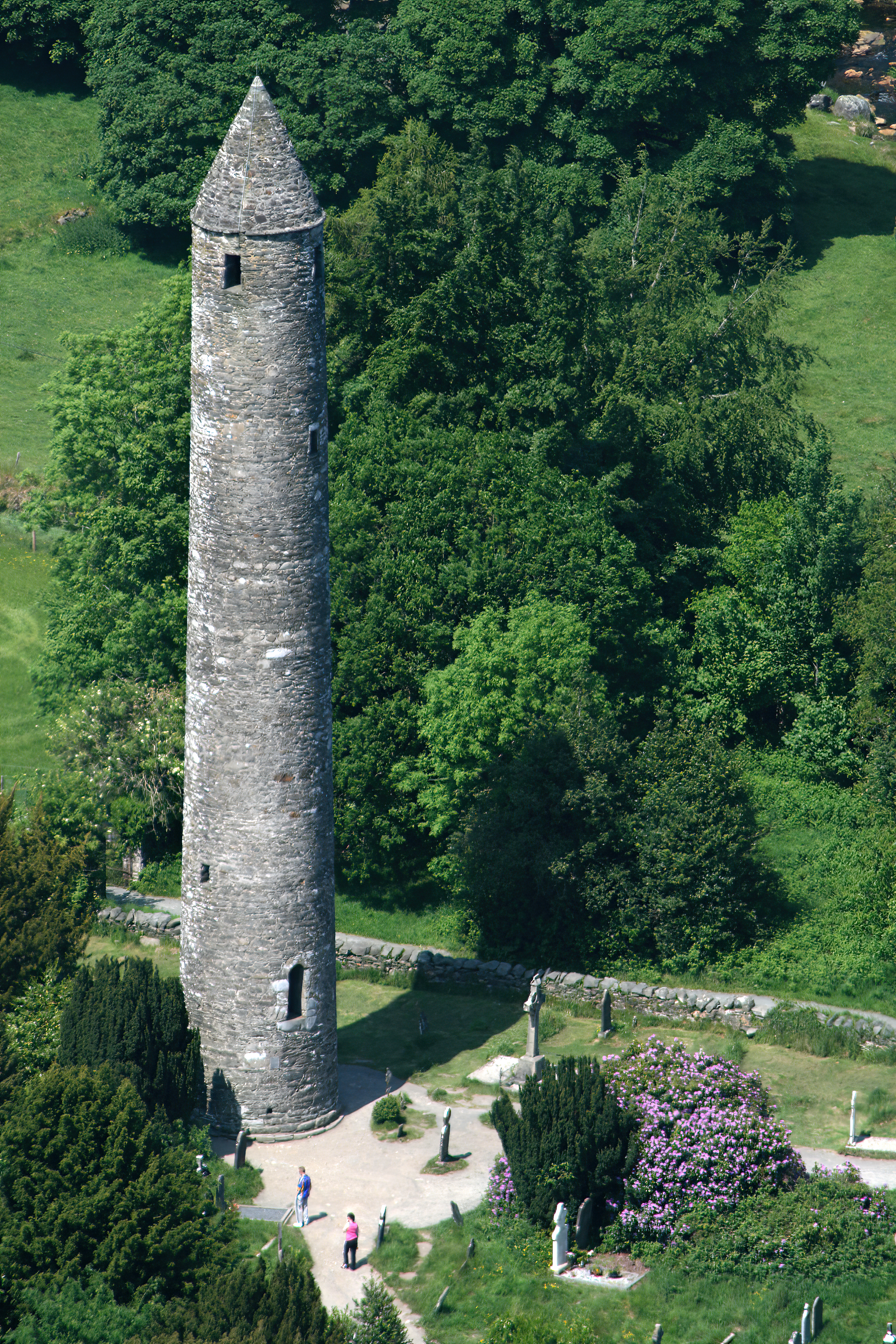
Башня в Глендалохе.

Круглые башни Ирландии — каменные башни эпохи раннего Средневековья, строились в период между IX и XII вв. Расположены преимущественно в Ирландии, две башни есть в Шотландии и одна на Острове Мэн.

## Особенности строения и назначение
Назначение башен точно не установлено. Считается, что они могли быть своего рода колокольнями, созывающими народ на молитву — в пользу этого предположения свидетельствует тот факт, что башня почти всегда находилась поблизости от церкви, — либо служили убежищем во время вражеских набегов.
Высота варьируется от 18 до 30 м. Самая высокая башня — 34 м — расположена в Килмакду, графство Голуэй. Способ постройки и внутреннее устройство у всех башен практически одинаковы. Внутри круглой стены строилась ещё одна, а полость между ними заполняли щебнем. Вход в башни находился на расстоянии в среднем 2—3 м от уровня основания. Вероятно это было сделано в целях безопасности, чтобы врагам было сложнее проникнуть внутрь. Внутреннее пространство башни делилось на несколько ярусов, соединенных деревянными лестницами.
Некоторые башни увенчаны конической крышей. Считается, что и остальные башни были устроены подобным образом, но спустя столетия крыша у них обвалилась. У некоторых башен в середине Средневековья было сооружено зубчатое окончание, характерная архитектурная деталь того времени.
Всего на территории Ирландии находятся около 120 круглых башен. Большинство из них превратились с течением времени в руины, а в относительно неизменном состоянии сохранилось только около двадцати.

## Сохранившиеся башни
Ниже представлен список круглых башен Ирландии в разной степени сохранности.
| Изображение | Местоположение                           | Графство           | Провинция | Состояние                                               | Высота                                       | Примечания |
| ----------- | ---------------------------------------- | ------------------ | --------- | ------------------------------------------------------- | -------------------------------------------- | --- |
|             | Агадо                                    | Керри              | Манстер   | повреждена                                              | 5,4 м                                        | |
|             | Ахагауэр                                 | Мейо               | Коннахт   | повреждена                                              | 16 м                                         | Второй дверной проём на уровне земли добавлен позже. |
|             | Агавиллер                                | Килкенни           | Ленстер   | повреждена                                              | 9,6 м                                        | Второй дверной проём на уровне земли добавлен позже. |
|             | Ардмор                                   | Уотерфорд          | Манстер   | не повреждена                                           | 30 м                                         | Имеет три пояска; заметно наклонена. |
|             | Ардпатрик                                | Лимерик            | Манстер   | повреждена                                              | 3 м                                          | Леннокс Барроу пишет, что в 1655 году ещё стояла трёхэтажная башня с разрушенной крышей. Рухнула в начале XIX века. |
|             | Ардрахан                                 | Голуэй             | Коннахт   | повреждена                                              | 3 м                                          | |
|             | Армой                                    | Антрим             | Ольстер   | повреждена                                              | 10,8 м                                       | |
|             | Балла                                    | Мейо               | Коннахт   | повреждена                                              | 10 м                                         | Второй дверной проём на уровне земли добавлен позже. |
|             | Каслдермат                               | Килдэр             | Ленстер   | не повреждена до карниза                                | 20 м                                         | Коническую крышу заменили зубчатым окончанием, а башню пристроили к более поздней церкви. |
|             | Клондолкин                               | Южный Дублин       | Ленстер   | не повреждена                                           | 27,5 м                                       | Укреплена каменным контрфорсом, к двери ведёт каменная лестница. Самая узкая известная башня с диаметром основания всего 4,04 метра. |
|             | Клонс                                    | Монахан            | Ольстер   | не повреждена до карниза                                | 22,9 м                                       | |
|             | Клонмакнойс Башня О’Рурка Башня Маккарти | Оффали             | Ленстер   | Башня О’Рурка: повреждена Башня Маккарти: не повреждена | Башня О’Рурка: 19,3 м Башня Маккарти: 17,7 м | Две башни расположены на небольшом расстоянии друг от друга. У башни О’Рурка не сохранилась коническая крыша; наверху имеются восемь бойниц. Башня Маккарти примыкает к церкви.                                                                                     |
|             | Клойн                                    | Корк               | Манстер   | не повреждена до карниза                                | 30,5 м                                       | Коническая крыша заменена зубчатым окончанием. |
|             | Дерри                                    | Лондондерри        | Ольстер   | повреждена                                              | 5,5 м                                        | Леннокс Барроу пишет, что в Дерри была башня, известная как «Длинная башня». Она пережила осаду в 1689 году, но позже исчезла. В 2018 году было установлено, что руины на территории местного колледжа являются не остатками мельницы, а той самой пропавшей башни. |
|             | Девениш                                  | Фермана            | Ольстер   | не повреждена                                           | 25 м                                         | На башню можно подняться. Романский поясок под крышей. Рядом находится остаток фундамента второй башни. |
|             | Донамор                                  | Мит                | Ленстер   | не повреждена до карниза                                | 26,6 м                                       | Сохранилась в полную высоту, но отсутствует коническая крыша. |
|             | Дромискин                                | Лаут               | Ленстер   | повреждена                                              | 15,25 м                                      | К остаткам башни добавлена коническая крыша. |
|             | Драмбо                                   | Даун               | Ольстер   | повреждена                                              | 10,25 м                                      | |
|             | Драмклифф (близ Энниса)                  | Клэр               | Манстер   | повреждена                                              | 11 м                                         | |
|             | Драмклифф (близ Слайго)                  | Слайго             | Коннахт   | повреждена                                              | 9 м                                          | |
|             | Драмлан                                  | Каван              | Ольстер   | повреждена                                              | 12 м                                         | На высоте 2 метра с северной стороны башни можно различить два нечётких изображения птиц. |
|             | Фогарт (к северу от Дандолка)            | Лаут               | Ленстер   | не сохранилась                                          | 0,5 м                                        | Сохранился лишь один ряд крупных камней, уложенных кругом. |
|             | Глендалох                                | Уиклоу             | Ленстер   | не повреждена                                           | 30,5 м                                       | В соседней церкви Святого Кевина есть миниатюрная круглая башня. |
|             | Грейнджфертах (к северу от Джонстауна)   | Килкенни           | Ленстер   | не повреждена до карниза                                | 30 м                                         | Сохранилась в полную высоту, но отсутствует коническая крыша. |
|             | Холи-Айленд (на озере Лох-Дерг)          | Клэр               | Манстер   | повреждена                                              | 22,3 м                                       | |
|             | Инишкин                                  | Монахан            | Ольстер   | повреждена                                              | 12,6 м                                       | Верх заложен кирпичом и цементом. |
|             | Келс                                     | Мит                | Ленстер   | не повреждена до карниза                                | 26 м                                         | Сохранилась в полную высоту, но отсутствует коническая крыша. |
|             | Килбеннен (к северо-западу от Туама)     | Голуэй             | Коннахт   | повреждена                                              | 16,5 м                                       | |
|             | Килкуна                                  | Голуэй             | Коннахт   | повреждена                                              | 3 м                                          | |
|             | Килдэр (Собор Святой Бригитты)           | Килдэр             | Ленстер   | не повреждена до карниза                                | 32 м                                         | На башню можно подняться. Коническая крыша заменена зубчатым окончанием. Сохранился романский орнамент вокруг дверного проёма. |
|             | Килкенни (Собор Святого Каниса)          | Килкенни           | Ленстер   | не повреждена до карниза                                | 30 м                                         | На башню можно подняться. Коническая крыша заменена зубчатым окончанием. |
|             | Киллала                                  | Мейо               | Коннахт   | не повреждена                                           | 25,5 м                                       | Примерно на середине башни есть заметная выпуклость. |
|             | Киллаши (к югу от Нейса)                 | Килдэр             | Ленстер   | повреждена                                              | 7,3 м                                        | Имеет квадратное основание, округляющееся только на середине башни. Прилегал к церкви. |
|             | Аран                                     | Голуэй             | Коннахт   | повреждена                                              | 3,02 м                                       | |
|             | Килмаллок                                | Лимерик            | Манстер   | повреждена                                              | 3 м                                          | Только нижние 3 метра башни являются древними; всё выше этого (башня Коллегиальной церкви) — позднесредневековая реконструкция. |
|             | Килнабой                                 | Клэр               | Манстер   | повреждена                                              | 3,5 м                                        | |
|             | Килмакду (близ Горта)                    | Голуэй             | Коннахт   | не повреждена                                           | 34,5 м                                       | Самая высокая из древних круглых башен. В ней одиннадцать бойниц (больше, чем в любой другой башне), а вход находится в 8 метрах от земли (выше, чем в любой другой башне). Наклонена на 1,02 м.                                                                    |
|             | Килри (к югу от Келса)                   | Килкенни           | Ленстер   | не повреждена до карниза                                | 27 м                                         | Коническая крыша заменена зубчатым окончанием. |
|             | Каслтаун                                 | Корк               | Манстер   | не повреждена до карниза                                | 24,5 м                                       | Имеет шестигранное основание; верх заложен кирпичом. |
|             | Ту-Майл-Боррис                           | Типперэри          | Манстер   | не сохранилась                                          | 0,1 м                                        | Обнаружен в 1969 году; остался только необычно глубокий для ирландской круглой башни фундамент. |
|             | Ласк                                     | Дублин             | Ленстер   | не повреждена до карниза                                | 26,6 м                                       | Сохранилась в полную высоту, но отсутствует коническая крыша. Башню пристроили к более поздней церкви. |
|             | Магера                                   | Даун               | Ольстер   | повреждена                                              | 5,4 м                                        | Обломанная башня с большой дырой в стене. |
|             | Милик                                    | Мейо               | Коннахт   | повреждена                                              | 21 м                                         | |
|             | Корофин (Монастырь О’Ди)                 | Клэр               | Манстер   | повреждена                                              | 15 м                                         | |
|             | Нендрам (на острове в Странгфорд-Лохе)   | Даун               | Ольстер   | повреждена                                              | 4,4 м                                        | |
|             | Кэрригин (близ Крума)                    | Лимерик            | Манстер   | повреждена                                              | 21 м                                         | Романский орнамент вокруг дверного проёма. |
|             | Монастербойс                             | Лаут               | Ленстер   | повреждена                                              | 28 м                                         | |
|             | Олд-Килкаллен                            | Килдэр             | Ленстер   | повреждена                                              | 11 м                                         | |
|             | Оран                                     | Роскоммон          | Коннахт   | повреждена                                              | 3,9 м                                        | Самый большой диаметр основания из всех известных ирландских круглых башен — 6 м. |
|             | Ардклох                                  | Килдэр             | Ленстер   | повреждена                                              | 9,5 м                                        | |
|             | Рэмс (на озере Лох-Ней)                  | Антрим             | Ольстер   | повреждена                                              | 12,8 м                                       | |
|             | Ратмайкл (Дублин)                        | Дублин             | Ленстер   | повреждена                                              | 1,9 м                                        | |
|             | Баллидафф                                | Керри              | Манстер   | не повреждена                                           | 27,4 м                                       | Есть шила-на-гиг. |
|             | Роскам (к востоку от Голуэя)             | Голуэй             | Коннахт   | повреждена                                              | 10,98 м                                      | Хорошо видны семь уровней отверстий для строительных лесов. |
|             | Роскрей                                  | Северный Типперэри | Манстер   | повреждена                                              | 20 м                                         | |
|             | Катай                                    | Клэр               | Манстер   | не повреждена до карниза, с частично укороченной крышей | 26 м                                         | Дверной проём находится на уровне земли. |
|             | Сайгир                                   | Оффали             | Ленстер   | повреждена                                              | 2,6 м                                        | |
|             | Сент-Маллинс                             | Карлоу             | Ленстер   | повреждена                                              | 1 м                                          | |
|             | Замок Кашел (близ Кашела)                | Южный Типперэри    | Манстер   | не повреждена                                           | 28 м                                         | Башню пристроили к более поздней церкви. |
|             | Стипл (близ Антрима)                     | Антрим             | Ольстер   | не повреждена                                           | 28 м                                         | |
|             | Сордс                                    | Фингал             | Ленстер   | не повреждена                                           | 26 м                                         | Имеет деформированный верхний этаж, увенчанный каменным крестом. |
|             | Тагадо (недалеко от Мейнута)             | Килдэр             | Ленстер   | повреждена                                              | 19,8 м                                       | |
|             | Тимахо                                   | Лиишь              | Ленстер   | не повреждена                                           | 29 м                                         | Романский орнамент вокруг дверного проёма. |
|             | Тори                                     | Донегол            | Ольстер   | повреждена                                              | 12,8 м                                       | |
|             | Таллахерин                               | Килкенни           | ленстер   | повреждена                                              | 22,5 м                                       | |
|             | Терло (Аббатство Терло)                  | Мейо               | Коннахт   | не повреждена                                           | 22,9 м                                       | |